# نشانگان ورنیکه–کورساکوف
نشانگان ورنیکه–کورساکوف (به انگلیسی: Wernicke–Korsakoff syndrome) نقص در حافظه نزدیک (کوتاه‌مدت) در نتیجهٔ مصرفِ طولانی و زیادِ الکل است. این نشانگان به‌ندرت در اشخاص زیر ۳۵ سال بروز می‌کند. نام‌های کلاسیک این اختلال، آنسفالوپاتی ورنیکه (نشانه‌های حاد نورولوژیک) و سندرم کورساکوف (اختلال مزمن) می‌باشند.
در این سندرم، نکروز در مغز و ضایعات اطراف اجسام پستانی و بطن‌های مغزی دیده می‌شود.

## علت ایجاد
افرادی که الکل را برای طولانی مدت، و بیش از حد استفاده می‌کنند، به صورت ثانویه دچار کمبود ویتامین ب ۱، همان تیامین، می‌شوند. ویتامین ب ۱، کوآنزیم برای آنزیم پیروات دهیدروژناز است. این کمبود در طولانی مدت باعث آتروفی جسم پستانی در مغز می‌شود؛ که بیشتر یافته‌ها ی بیماری با این آتروفی توجیه می‌شود.

## آنسفالوپاتی ورنیکه

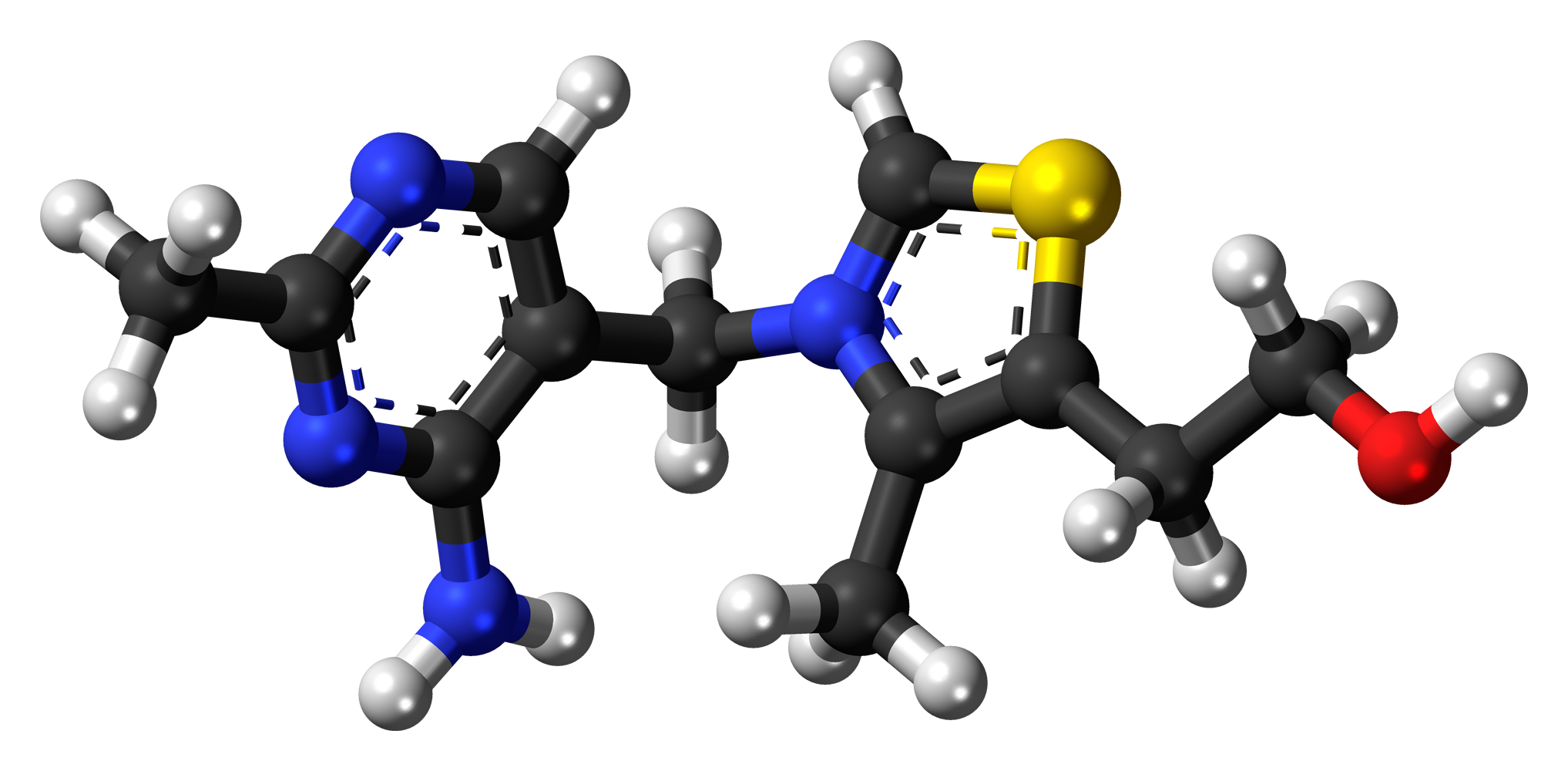
مدل توپ و چوب مولکول تیامین، همچنین به عنوان ویتامین B1، یک ماده مغذی ضروری شناخته می شود. این تصویر کاتیون (بار مثبت) را نشان می دهد.

به آنسفالوپاتی الکلی نیز معروف است، سندرم حادی است که به‌دلیل کمبود تیامین به‌وجود می‌آید و با نیستاگموس، فلج عصب آبدوسنس و حرکات کونژوگه چشم‌ها، آتاکسی، کنفوزیون کلی مشخص می‌گردد. دیگر علایم ممکن است شامل افسانه‌پردازی، لتارژی، بی‌تفاوتی، دلیریوم خفیف، تحریک جنسی بیش از حد، بی‌خوابی اضطراب‌گونه، هیجان کنترل نشده و ترس از سرما باشند. معمولاً کمبود تیامین به‌دلیل وابستگی مزمن به الکل به‌وجود می‌آید. درمان با ۱۰۰ تا ۳۰۰ میلی‌گرم تیامین در روز انجام می‌گیرد تا اینکه فلج چشم رفع گردد. بیمار ممکن است نیاز به منیزیم داشته باشد (عامل متابولیسم تیامین). با درمان، اکثر نشانه‌ها به‌جز آتاکسی، نیستاگموس، و گاهی نوروپاتی محیطی رفع می‌شوند. سندرم ممکن است در طی چند روز یا چند هفته بهبود پیدا کند یا اینکه منتهی به سندرم کورساکوف گردد.

## سندرم کورساکوف
پسیکوز کورساکوف نام دیگر این سندرم می‌باشد. اختلال مزمنی است که مرتبط با وابستگی الکل می‌باشد؛ الکل بخش عمده‌ای از کالری جذب شده بدن در طی سال‌های متمادی بوده‌است. این سندرم به‌دلیل کمبود تیامین به‌وجود می‌آید و نادر است. فراموشی پس‌گستر (retrograde) و پیش‌گستر (anterograde) مشخصه ان است. بیمار افسانه‌پردازی، اختلال موقعیت‌یابی، پلی‌نوریت (polyneuritis) را نشان می‌دهد.
علاوه بر جایگزین کردن تیامین، از کلونیدین و پروپرانولول می‌توان استفاده کرد که البته استفاده محدودی دارد. غالباً این سندرم همراه با دمانس مرتبط با الکل است. ۵۵٪ بیماران بهبودی کامل پیدا می‌کنند و ۵۰٪ آنان با مصرف روزانه درازمدت ۵۰ تا ۱۰۰ میلی‌گرم تیامین بهبودی نسبی پیدا می‌کنند.